# Senegalia alemquerensis
Senegalia alemquerensis là một loài thực vật có hoa trong họ Đậu. Loài này được (Huber) Seigler & Ebinger mô tả khoa học đầu tiên năm 2006.